# Neffe (Bastogne)
Ne doit pas être confondu avec Neffe.
Neffe est un hameau belge de la commune et ville de Bastogne situé en Région wallonne dans la province de Luxembourg.
Avant la fusion des communes, il faisait partie de la commune de Wardin.

## Étymologie
Neffe viendrait du latin Novus signifiant Nouveau. Les habitants sont surnommés les Fénèsses ce qui signifie en wallon les Herbes sèches.

## Situation
Ce hameau ardennais se situe sur la rive gauche de la Wiltz qui coule vers le Grand Duché de Luxembourg. Il est aussi traversé par la route nationale 874 qui va de Bastogne (se trouvant à environ 4 km à l'ouest) à Longvilly.

## Description et patrimoine
Le noyau central du hameau est formé de plusieurs fermes et fermettes en pierre du pays. Le hameau s'est considérablement agrandi par la construction de nombreuses maisons principalement le long de la route nationale 874 vers Bastogne et vers Mageret.
Au centre du hameau, à un carrefour, se trouve la chapelle Saint-Christophe, bâtie en style néo-roman en 1932.

## Histoire
Neffe fut le cadre d'une confrontation directe entre Allemands et Américains pendant la Bataille des Ardennes. Le 18 décembre 1944, les blindés américains en position dans le hameau tentent de s’opposer à l’avance de la Panzer Lehr allemande. Après de violents combats, les Américains se replient sur Bastogne et abandonnent la localité. Neffe est finalement libéré le 1er janvier 1945.

## Loisirs
Neffe est traversé d'ouest en est par le RAVeL empruntant l'ancienne ligne de chemin de fer 164 Bastogne-Wiltz.
Le sentier de grande randonnée 15 Montjoie-Martelange-Arlon passe à Neffe.